# Aspidopterys celebensis
Aspidopterys celebensis är en tvåhjärtbladig växtart som beskrevs av Arenes. Aspidopterys celebensis ingår i släktet Aspidopterys och familjen Malpighiaceae. Inga underarter finns listade i Catalogue of Life.